# دون مارتن (لاعب كرة قدم أمريكية)
دون مارتن (بالإنجليزية: Don Martin)‏ هو لاعب كرة قدم أمريكية أمريكي، ولد في 17 سبتمبر 1949 في كارولتون في الولايات المتحدة.